# 阿波福井站
阿波福井站（日语：／ Awa-fukui eki */?）是一位於日本德島縣阿南市福井町中連、隸屬於四國旅客鐵道（JR四國）的鐵路車站。車站編號為M17。本站只停靠普通列車。車站位於國道55號旁，由本站至由岐站一段屬山路及隧道，人煙絕跡，而車站附近的民居亦較疏落。

## 車站結構
為單層木製建築，自開業起便已存在至今。設有售票大堂及站務室。無人化後，有經營烏冬店的入駐於原站務室，並取名「駅小屋」，賣鳥冬之餘亦代售車票。候車大堂則為享用區域。但當鳥冬店停止營業時，則須直接在車上購票。
原為島式月台1個，能提供1面2線的配置，但後來將近站舍的路軌拆去，變成不能交換的側式月台。島式月台及站舍間以平交道連接。當其中一邊路軌拆除後，便增加了斜道和樓梯出入口，位於有蓋候車亭旁邊。有效長度為3輛。列車靠站時，往阿南站方向為左側開門；往由岐站則為右側開門。
站舍旁原設有貨物月台，現時已在上面興建其他屋舍。

### 月台配置
| 路線    | 方向     | 目的地             |
| ------- | -------- | ------------------ |
| ■牟岐線 | （上行） | 德島方向           |
| ■牟岐線 | （下行） | 牟岐、阿波海南方向 |

## 歷史
- 1937年6月27日：開業。
- 1987年4月1日：日本國鐵分割民營化，車站的營運由JR四國繼承。

## 相鄰車站
四國旅客鐵道（JR四國）
■牟岐線
新野（M16）－阿波福井（M17）－由岐（M18）

## 外部連結
- JR四國阿波福井站 （页面存档备份，存于）